# San Esteban (Inclán)
San Esteban es una casería española de la parroquia de Inclán, perteneciente al municipio de Pravia, en la comunidad autónoma de Asturias.

## Demografía
En 2023, la entidad singular de población de San Esteban tenía empadronados 5 habitantes, todos ellos diseminados.